# Schüßlerdenkmal

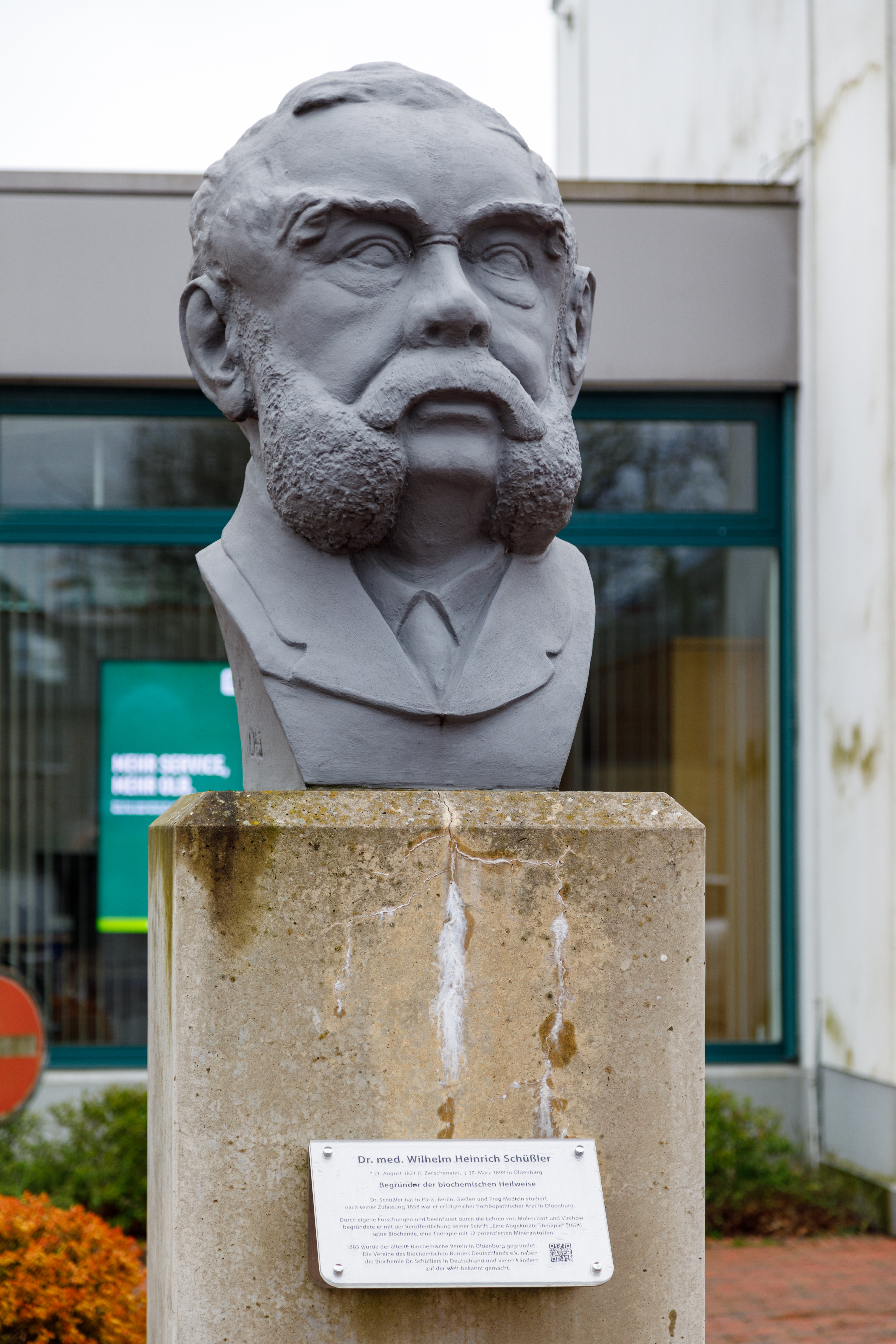
Denkmal für Dr. W. H. Schüßler

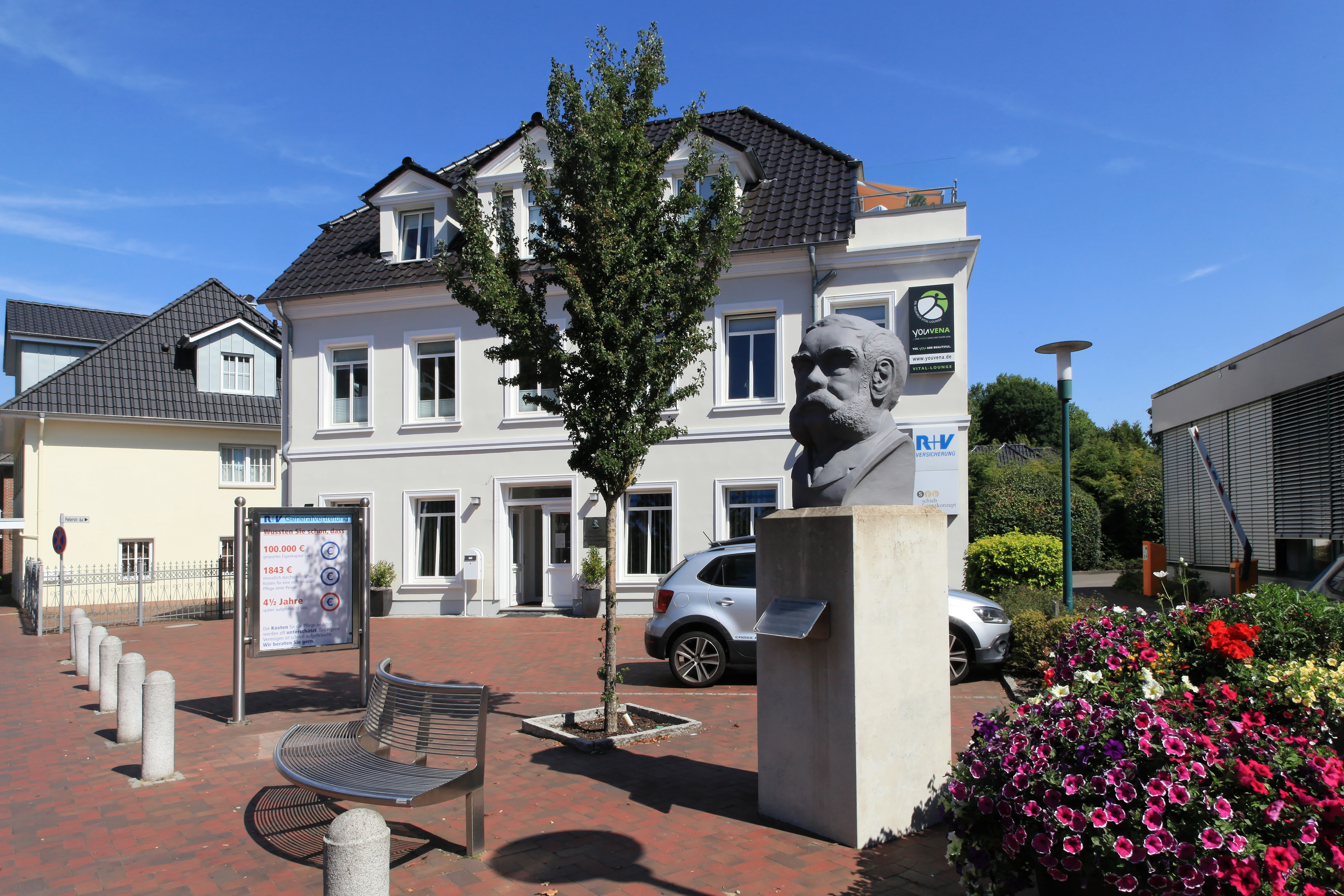
Schüßlerdenkmal vor Schüßlers Geburtshaus

Das Schüßlerdenkmal in Bad Zwischenahn erinnert an den in Bad Zwischenahn geborenen homöopathischen Arzt Wilhelm Heinrich Schüßler (1821–1898).

## Denkmal
Das Schüßlerdenkmal hat die Gestalt einer weit überlebensgroßen Büste aus grauem Stein, die auf einem Sockel in Form eines hochkant gestellten Quaders steht. An der rechten Seite ist sie mit „L. H. J.“ signiert.

## Geschichte
Das Schüßlerdenkmal befindet sich seit 2010 vor dem Geburtshaus des Arztes Wilhelm Heinrich Schüßler in der Peterstraße in Bad Zwischenahn. Dies ist allerdings nicht sein ursprünglicher Standort und das Denkmal hat auch nicht mehr seine originale Gestalt. Die von der Dresdner Bildhauerin Liddy Hofmann-Juan, der Ehefrau des Malers Fritz Max Hofmann-Juan, geschaffene Büste wurde im Mai 1932 anlässlich des Bundeskongresses des Biochemischen Bundes Deutschland in Radebeul eingeweiht und stand zunächst auf dem Madaus-Werksgelände in der Gartenstraße, später im Garten des Johannisberg-Grundstücks in Naundorf.
Zu DDR-Zeiten war die Büste offenbar nicht mehr erwünscht. Sie wurde Ende der 1940er Jahre zertrümmert und in einem Parkteich der Familie Madaus des Johannisbergs versenkt, wo sie mehrere Jahrzehnte verblieb: Zwei Zeitzeugen unterstützten im November 2007 Hans-Heinrich Jörgensen, einen Heilpraktiker aus Großenkneten, bei der Suche nach den Überresten des Denkmals. Ein Teil der Trümmer konnte mit Hilfe eines Baggers geborgen werden; allerdings fehlten die Nase, eine Wange und ein Ohr. Jörgensen, der auch als Vizepräsident des Biochemischen Bundes Deutschlands fungiert, ergänzte diese fehlenden Teile kurzerhand selbst und bot die Büste in Absprache mit dem Madaus-Erben Udo Madaus der Stadt Bad Zwischenahn an. Zunächst wurde eine Aufstellung im Kurpark erwogen, dann wurde die Büste jedoch im Ort aufgestellt und im Rahmen der Feiern zum 125. Jubiläum des Biochemischen Gesundheitsvereins Oldenburg enthüllt.